# Каргасоцький район
Каргасо́цький район (рос. Каргасокский район) — адміністративна одиниця Томської області Російської Федерації.
Адміністративний центр — село Каргасок.

## Населення
Населення району становить 18868 осіб (2019; 21814 у 2010, 24756 у 2002).

## Адміністративно-територіальний поділ
На території району 12 сільських поселення:
| Поселення                                 | Площа, км² | Населення, осіб (2002) | Населення, осіб (2010) | Населення, осіб (2019) | Центр            | Населені пункти |
| ----------------------------------------- | ---------- | ---------------------- | ---------------------- | ---------------------- | ---------------- | --------------- |
| Вертікоське сільське поселення            | 153,92     | 664                    | 611                    | 532                    | Вертікос         | 1               |
| Каргасоцьке сільське поселення            | 1200,65    | 12736                  | 12021                  | 10580                  | Каргасок         | 8               |
| Кіндальське сільське поселення            | 73,37      | 270                    | 227                    | 200                    | Кіндал           | 2               |
| Нововасюганське сільське поселення        | 666,83     | 2669                   | 2356                   | 1968                   | Новий Васюган    | 2               |
| Новоюгинське сільське поселення           | 696,09     | 1659                   | 1354                   | 1201                   | Новоюгино        | 4               |
| Сосновське сільське поселення             | 171,11     | 568                    | 425                    | 383                    | Сосновка         | 2               |
| Середньовасюганське сільське поселення    | 984,74     | 3159                   | 2366                   | 1792                   | Середній Васюган | 3               |
| Середньотимське сільське поселення        | 259,22     | 989                    | 809                    | 763                    | Молодіжний       | 2               |
| Тимське сільське поселення                | 411,17     | 350                    | 286                    | 273                    | Тимськ           | 1               |
| Толпаровське сільське поселення           | 232,83     | 749                    | 605                    | 557                    | Київський        | 2               |
| Усть-Тимське сільське поселення           | 325,10     | 553                    | 460                    | 401                    | Усть-Тим         | 1               |
| Усть-Чижапське сільське поселення         | 273,68     | 381                    | 287                    | 263                    | Стара Березовка  | 2               |
| Міжселенна територія Каргасоцького району | 81408,15   | 9                      | 7                      | 4                      | -                | 1               |

2012 року ліквідоване Теврізьке сільське поселення, територія увійшла до складу Середньовасюганського сільського поселення.

## Найбільші населені пункти
Населені пункти з чисельністю населення понад 1000 осіб:
| № | Населений пункт  | Населення, осіб (2002) | Населення, осіб (2010) |
| - | ---------------- | ---------------------- | ---------------------- |
| 1 | Каргасок         | 8 547                  | 8 127                  |
| 2 | Новий Васюган    | 2 649                  | 2 351                  |
| 3 | Середній Васюган | 2 206                  | 1 700                  |
| 4 | Геологічеський   | 1 584                  | 1 444                  |